# Gustaf W. Cronquist
Pour les articles homonymes, voir Cronquist.
Gustaf W. Cronquist (Stockholm, 8 septembre 1878 - idem, 16 juillet 1967) est un photographe suédois.

## Biographie
Gustaf Wernersson Cronquist, né à Stockholm le 8 septembre 1878, et mort également à Stockholm le 16 juillet 1967, était un photographe amateur suédois, devenu célèbre grâce à ses nombreuses photographies en couleurs de Stockholm.
Cronquist obtint son diplôme d'ingénieur civil à l'Institut royal de technologie de Stockholm en 1900. Il a ensuite travaillé comme chimiste dans l'industrie (production de matériaux de construction : ciment, briques). En 1927, il devint le chef de l'agence de publicité Gumaelius, où il est resté jusqu'à sa retraite.
Sa passion de la photographie traversa toute sa vie. Dès l'âge de 15 ans, il commença à photographier avec un appareil de sa fabrication. Il s'est intéressé à la photographie en couleurs dès ses débuts, chose pour laquelle son expérience de chimiste lui fut très utile. Il prit ses premières images en 1908 sur des plaques autochromes. En 1927, il publia une brochure traitant de « La couleur dans la ville », dans laquelle il soulignait l'importance de la couleur dans l'environnement urbain. Ses œuvres représentent souvent des études pour des façades en couleurs, ou des bâtiments récents, mais surtout des situations quotidiennes, à Stockholm ou à l'étranger. Depuis sa maison située au-dessus de Stadsgården à Stockholm, il a pris de magnifiques photographies de Slussen, de Gamla Stan et de Saltsjön. Il revenait volontiers plusieurs fois aux mêmes endroits pour rendre compte des changements de saisons.
Peu à peu, Cronquist passa à des plaques couleurs Agfa et, fin 1930, il commença à tirer avec un nouveau film en couleurs de Kodak dans un format d'image réduit (Kodachrome), qu'il commandait directement aux États-Unis. Ce changement est visible dans ses photographies : elles deviennent ainsi des documents retraçant l'évolution technique de la photographie en couleurs dans les années 1930. Ces images en couleurs avaient un grain clair, et nécessitaient un long temps d'exposition, ce qui entraînait un certain flou sur les images de personnes ou de véhicules en mouvement. La nouvelle diapositive Kodak de 1935 ouvrit la voie à la photographie d'amateurs en couleurs. Ce film avait une haute résolution, était rapide et, surtout, bon marché. Mais les couleurs que rendait ce film n'étaient ni assez douces, ni assez saturées pour donner un véritable rendu artistique.
En plus de ses travaux artistiques, Cronquist s'impliquait personnellement dans le développement de la photographie. En 1914, il demandait à un journal : « Où vont les bons négatifs ? ». Dans cet article, il incite à la conservation des négatifs photographiques pris par les amateurs à travers tout le pays. Il attirait l'attention sur les valeurs patrimoniales de la photographie : « …elle pourrait justement donner à la postérité des éclairages suffisamment riches sur notre temps… la plus radicale serait, bien sûr, que, dans chaque patrimoine, en particulier à l'occasion d'un inventaire de succession, les clichés photographiques soient, de par la loi, recueillis… ». Si les descendants ne voulaient pas se charger de la collecte des négatifs, ce serait à une institution scientifique de mener à bien ce travail.
Pendant ce temps, Cronquist a réuni une des collections privées de photographies en couleurs les plus riches du monde. Elle comprend 50 000 photographies, dont environ 5 % figurent aujourd'hui dans les collections de musées de la ville de Stockholm. Actif jusqu'à l'âge de 85 ans, il a donc fourni une collection de travaux en couleurs unique, datant des années 1900 jusqu'à 1963.

## Galerie

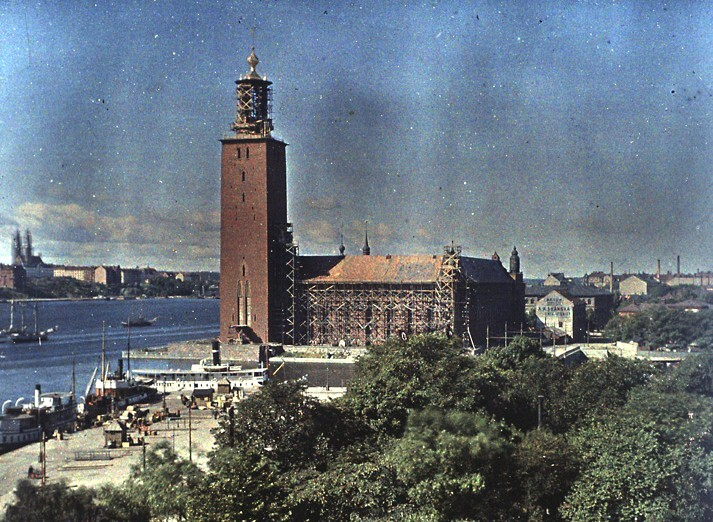
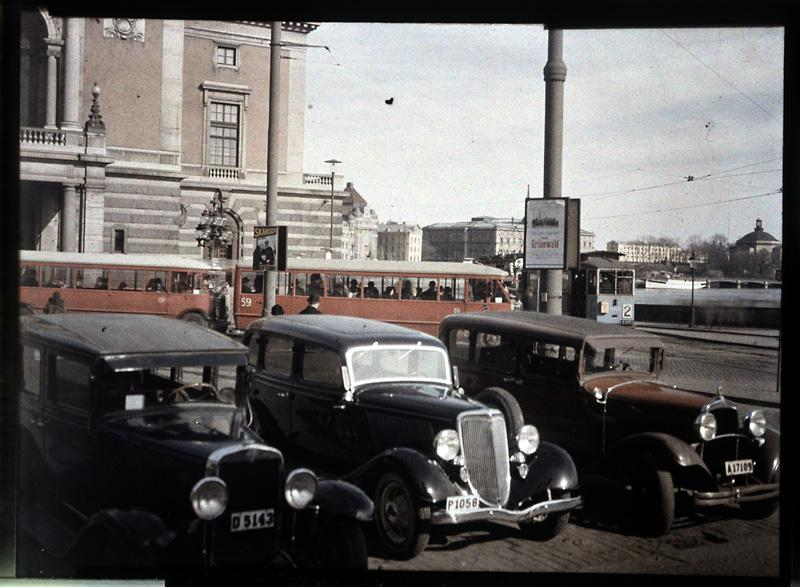
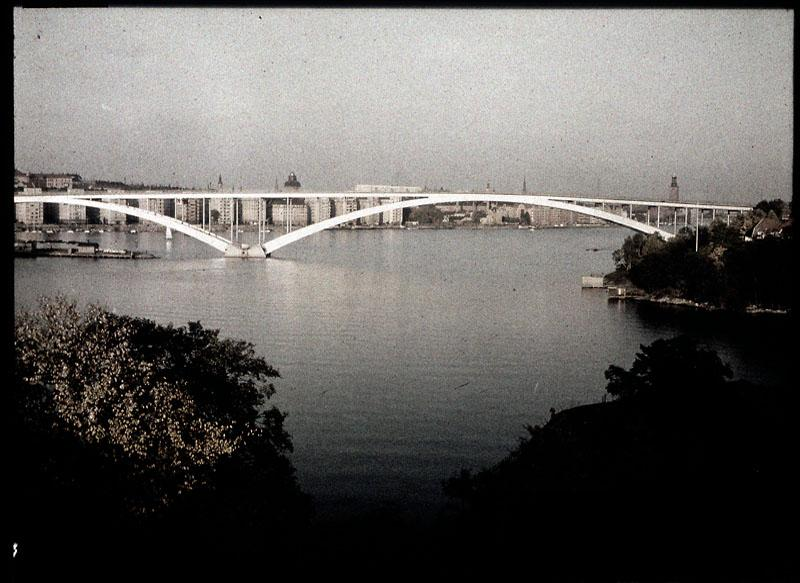
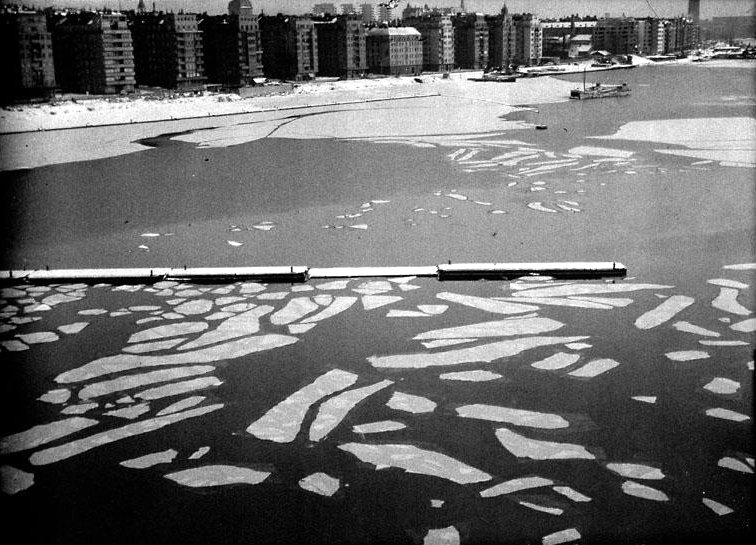
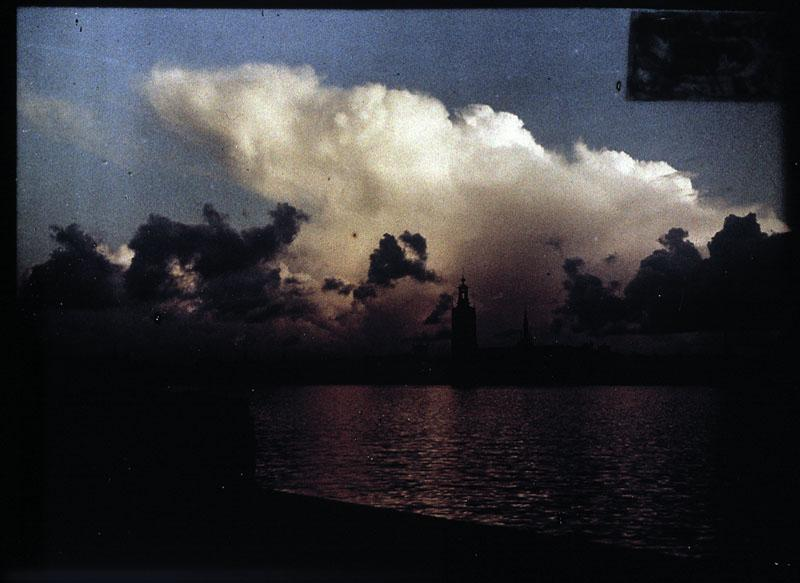
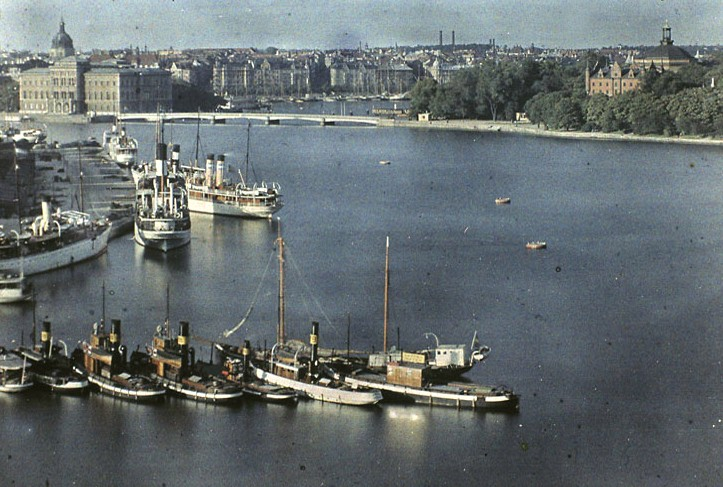
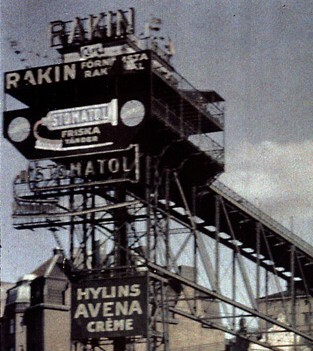
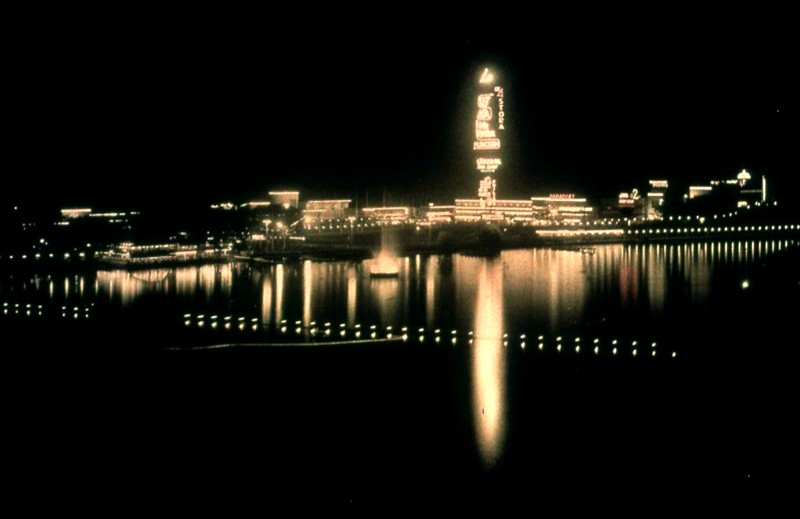